# Katharina Lerch
Katharina Lerch (* 12. Oktober 1962 auf Norderney) ist eine deutsche Autorin, Wicca-Priesterin und Neoschamanin, die ihre Bücher unter dem Pseudonym Nerthus von Norderney veröffentlicht.
Sie wurde mit 28 Jahren zur Wicca-Priesterin geweiht und ist Reiki-Meisterin.
1998 trat sie erstmals öffentlich als Autorin in Erscheinung und war Herausgeberin zweier „Hexenzeitschriften“.

## Werke
- Das Himmelsorakel. Curtis Nike Verlag, Berlin 2000, ISBN 3-932277-11-2.
- Ouija – Kontakt zu den Geistern. Bohmeier Verlag, Leipzig 2000, ISBN 3-89094-333-0.
- Nerthus’ Buch der Schatten. Die Alte und Neue Magie der Hexen – Ein Leben mit der Göttin. Bohmeier Verlag, 2002, ISBN 3-89094-374-8.
- Nordische Magie. Magisches Arbeiten mit Freyja, Seidr, Yggdrasil und den Runen. Bohmeier Verlag, 2006, ISBN 3-89094-474-4.
- Puppenmagie & Figurenzauber. Sympathie-Magie für alle Lebenslagen. Bohmeier Verlag, 2006, ISBN 3-89094-473-6.
- Ouija. Tore zu anderen Welten durch Rituale und Séancen. Bohmeier Verlag, 2007, ISBN 978-3-89094-545-3.
- Shapeshifting. Die Magie des Gestaltwandelns. Bohmeier Verlag, 2008, ISBN 978-3-89094-584-2.
- Heilwissen für die moderne Hexe. Hexenmagie, Reiki und schamanische Techniken. Bohmeier Verlag, 2009, ISBN 978-3-89094-626-9